# Liste des forces de police au Royaume-Uni

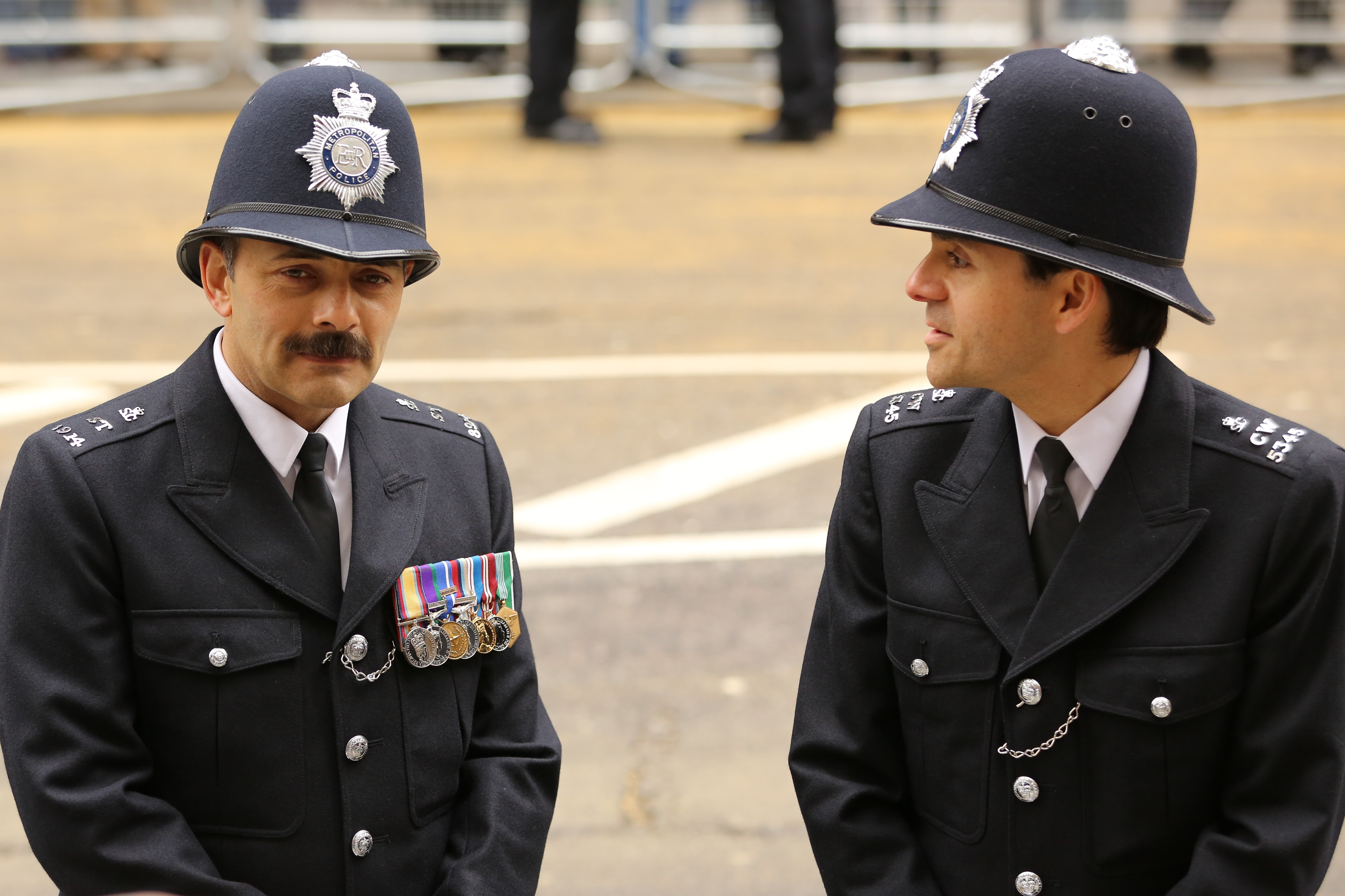
Des policiers à temps partiel ("Special Constables") en uniforme officiel.

Cet article recense les 45 forces de police territoriale et les 3 forces spéciales de police du Royaume-Uni. Il n'inclut pas les organismes d'application de la loi n'ayant pas été constituée en tant que forces de police. 

## Table
| Force                              | Zone d'action | Effectifs | Budget (en millions de livres) | Superficie de la zone (en km2) | Année de création | Juridiction légale | Type                        |
| ---------------------------------- | --- | --------- | ------------------------------ | ------------------------------ | ----------------- | --- | --------------------------- |
| Avon and Somerset Constabulary     | Comté non métropolitain de Somerset et autorités unitaires de Bath and North East Somerset, Bristol, North Somerset et South Gloucestershire                                         | 2 707     | 248,9                          | 4 777                          | 1974              | Angleterre et pays de Galles | Police territoriale         |
| Bedfordshire Police                | Autorités unitaires Bedford, Central Bedfordshire et Luton | 1 027     | 91,2                           | 1 024                          | 1966              | Angleterre et pays de Galles | Police territoriale         |
| British Transport Police           | National Rail, Docklands Light Railway, Métro de Glasgow, Métro de Londres, Midland Metro, Tramlink et la ligne Sunderland du Métro Tyne & Wear                                      | 2 835     | 187,7                          | -                              | 1948              | Sur le réseau ferroviaire peut-être requise par d'autres forces de police et en certaines circonstances, en Angleterre, au pays de Galles et en Écosse uniquement | Forces de polices spéciales |
| Cambridgeshire Constabulary        | Comté non métropolitain de Cambridgeshire et autorité unitaire de Peterborough | 1 326     | 116                            | 3 389                          | 1965              | Angleterre et pays de Galles | Police territoriale         |
| Cheshire Constabulary              | Autorités unitaires de Cheshire East, Cheshire West and Chester, Halton et Warrington                                                                                                | 1 952     | 157,4                          | 2 155                          | 1974              | Angleterre et pays de Galles | Police territoriale         |
| Police de la Cité de Londres       | Cité de Londres | 852       | 62,9                           | 2,6                            | 1839              | Angleterre et pays de Galles | Police territoriale         |
| Civil Nuclear Constabulary         | Installations nucléaires civiles | 1551      | 113                            | -                              | 2005              | Installations nucléaires civiles | Forces de polices spéciales |
| Cleveland Police                   | Autorités unitaires de Hartlepool, Middlesbrough, Redcar et Cleveland et Stockton-on-Tees                                                                                            | 1 326     | 119,7                          | 597                            | 1974              | Angleterre et pays de Galles | Police territoriale         |
| Cumbria Constabulary               | Comté non métropolitain de Cumbria | 1 143     | 94                             | 6 768                          | 1974              | Angleterre et pays de Galles | Police territoriale         |
| Derbyshire Constabulary            | Comté non métropolitain de Derbyshire et autorité unitaire de Derby | 2 074     | 151,6                          | 2 625                          | 1967              | Angleterre et pays de Galles | Police territoriale         |
| Devon and Cornwall Police          | Comté non métropolitain de Devon et autorité unitaire des Cornouailles, des Îles Scilly, Plymouth et Torbay                                                                          | 3 556     | 256,8                          | 10 270                         | 1967              | Angleterre et pays de Galles | Police territoriale         |
| Dorset Police                      | Autorités unitaires de Dorset et Bournemouth, Christchurch et Poole | 1 486     | 107,8                          | 2 653                          | 1974              | Angleterre et pays de Galles | Police territoriale         |
| Durham Constabulary                | Autorités unitaires de Durham et Darlington | 1 507     | 112,3                          | 2 676                          | 1839              | Angleterre et pays de Galles | Police territoriale         |
| Dyfed-Powys Police                 | Zones principales Carmarthenshire, Ceredigion, Pembrokeshire et Powys | 1 195     | 83,6                           | 10 976                         | 1968              | Angleterre et pays de Galles | Police territoriale         |
| Essex Police                       | Comté non métropolitain d'Essex et autorités unitaires de Southend-on-Sea et Thurrock                                                                                                | 3 606     | 242,2                          | 3 670                          | 1969              | Angleterre et pays de Galles | Police territoriale         |
| Gloucestershire Constabulary       | Comté non métropolitain du Gloucestershire | 1 309     | 95,7                           | 3 150                          | 1839              | Angleterre et pays de Galles | Police territoriale         |
| Greater Manchester Police          | Comté non métropolitain du Grand Manchester | 8 148     | 524,1                          | 1 276                          | 1974              | Angleterre et pays de Galles | Police territoriale         |
| Gwent Police                       | Zones principales de Blaenau Gwent, Caerphilly, Monmouthshire, Newport et Torfaen | 1 204     | 110,7                          | 1 555                          | 1967              | Angleterre et pays de Galles | Police territoriale         |
| Hampshire Constabulary             | Comté non métropolitain du Hampshire, autorité unitaires de l'île de Wight, Portsmouth et Southampton                                                                                | 3 748     | 281,9                          | 4 149                          | 1967              | Angleterre et pays de Galles | Police territoriale         |
| Hertfordshire Constabulary         | Comté non métropolitain du Hertfordshire | 2 130     | 171,4                          | 1 643                          | 1841              | Angleterre et pays de Galles | Police territoriale         |
| Humberside Police                  | Autorités unitaires du Yorkshire de l'Est, Kingston upon Hull, North East Lincolnshire et North Lincolnshire                                                                         | 2 058     | 164,9                          | 3 517                          | 1974              | Angleterre et pays de Galles | Police territoriale         |
| Kent Police                        | Comté non métropolitain du Kent et autorité unitaire de Medway | 3 787     | 257,9                          | 3 736                          | 1857              | Angleterre et pays de Galles | Police territoriale         |
| Lancashire Constabulary            | Comté non métropolitain du Lancashire et autorité unitaire de Blackburn avec Darwen et Blackpool                                                                                     | 3 649     | 252,6                          | 3 075                          | 1839              | Angleterre et pays de Galles | Police territoriale         |
| Leicestershire Police              | Comté non métropolitain du Leicestershire et autorité unitaire de Leicester et Rutland                                                                                               | 2 317     | 154,7                          | 2 538                          | 1967              | Angleterre et pays de Galles | Police territoriale         |
| Lincolnshire Police                | Comté non métropolitain du Lincolnshire | 1 100     | 90,4                           | 5 921                          | 1856              | Angleterre et pays de Galles | Police territoriale         |
| Merseyside Police                  | Comté non métropolitain du Merseyside | 4 516     | 307,3                          | 645                            | 1974              | Angleterre et pays de Galles | Police territoriale         |
| Metropolitan Police Service        | District de police métropolitaine (région de Londres comprenant la Cité de Londres)                                                                                                  | 33 367    | 2 532,7 (2,5 billion)          | 1 578                          | 1829              | Angleterre et pays de Galles (inclus l'Écosse et l'Irlande du Nord pour les officiers en mission de protection rapprochée)                                        | Police territoriale         |
| Police du Ministère de la Défense  | Installations militaires | 3 513     | 363,4                          | -                              | 1971              | Bâtiments militaires, biens et employés militaires, à la demande d'un autre corps de police dans certaines circonstances                                          | Forces de polices spéciales |
| Norfolk Constabulary               | Comté non métropolitain du Norfolk | 1 662     | 131,3                          | 5 371                          | 1839              | Angleterre et pays de Galles | Police territoriale         |
| North Wales Police                 | Zones principales d'Anglesey, Conwy, Denbighshire, Flintshire, Gwynedd et Wrexham | 1 590     | 124,8                          | 6 172                          | 1974              | Angleterre et pays de Galles | Police territoriale         |
| Northamptonshire Police            | Comté non métropolitain du Northamptonshire | 1 343     | 110,3                          | 2 364                          | 1966              | Angleterre et pays de Galles | Police territoriale         |
| Northumbria Police                 | Comté non métropolitain du Tyne and Wear et autorié unitaire de Northumberland | 4 187     | 270,1                          | 5 553                          | 1974              | Angleterre et pays de Galles | Police territoriale         |
| North Yorkshire Police             | Comté non métropolitain du Yorkshire du Nord et autorité unitaire de York | 1 486     | 127,6                          | 8 310                          | 1974              | Angleterre et pays de Galles | Police territoriale         |
| Nottinghamshire Police             | Comté non métropolitain du Nottinghamshire et autorité unitaire de Nottingham | 2 409     | 177,6                          | 2 160                          | 1968              | Angleterre et pays de Galles | Police territoriale         |
| Police Service of Northern Ireland | Irlande du Nord | 7 410     | 962,7                          | 13 843                         | 2001              | Irlande du Nord | Police territoriale         |
| Police Service of Scotland         | Écosse | 17 436    | 1 200 (1,2 billion)            | 78 772                         | 2013              | Écosse | Police territoriale         |
| South Wales Police                 | Zones principales de Bridgend, Cardiff, Merthyr Tydfil, Neath Port Talbot, Rhondda Cynon Taf, Swansea et du Vale of Glamorgan                                                        | 3 148     | 232,1                          | 2 074                          | 1969              | Angleterre et pays de Galles | Police territoriale         |
| South Yorkshire Police             | Comté non métropolitain du Yorkshire du Sud | 2 953     | 239,6                          | 1 552                          | 1974              | Angleterre et pays de Galles | Territorial police force    |
| Staffordshire Police               | Comté non métropolitain du Staffordshire et autorité unitaire de Stoke-on-Trent | 2 161     | 170,9                          | 2 713                          | 1968              | Angleterre et pays de Galles | Police territoriale         |
| Suffolk Constabulary               | Comté non métropolitain du Suffolk | 1 246     | 101,9                          | 3 801                          | 1967              | Angleterre et pays de Galles | Police territoriale         |
| Surrey Police                      | Comté non métropolitain du Surrey | 1 890     | 180,6                          | 1 663                          | 1851              | Angleterre et pays de Galles | Police territoriale         |
| Sussex Police                      | Comtés non métropolitains du Sussex de l'Est et Sussex de l'Ouest, autorités unitaires de Brighton et Hove                                                                           | 3 213     | 237,1                          | 3 783                          | 1968              | Angleterre et pays de Galles | Police territoriale         |
| Thames Valley Police               | Comté non métropolitain d'Oxfordshire, autorités unitaires de Bracknell Forest, Buckinghamshire, Milton Keynes, Reading, Slough, Wokingham, West Berkshire et Windsor and Maidenhead | 4 434     | 344,4                          | 5 742                          | 1968              | Angleterre et pays de Galles | Police territoriale         |
| Warwickshire Police                | Comté non métropolitain du Warwickshire | 973       | 80,1                           | 1 975                          | 1840              | Angleterre et pays de Galles | Police territoriale         |
| West Mercia Police                 | Comtés non métropolitains du Worcestershire, autorités unitaires du Herefordshire, Shropshire et Telford et Wrekin                                                                   | 2 391     | 184,3                          | 7 408                          | 1967              | Angleterre et pays de Galles | Police territoriale         |
| West Midlands Police               | Comté métropolitain des Midlands de l'Ouest | 7 596     | 521,8                          | 902                            | 1974              | Angleterre et pays de Galles | Police territoriale         |
| West Yorkshire Police              | Comté métropolitain du Yorkshire de l'Ouest | 5 758     | 396                            | 2 029                          | 1974              | Angleterre et pays de Galles | Police territoriale         |
| Wiltshire Police                   | Autorités unitaires de Swindon et Wiltshire | 1 181     | 108                            | 3 485                          | 1839              | Angleterre et pays de Galles | Police territoriale         |

## Galerie photos

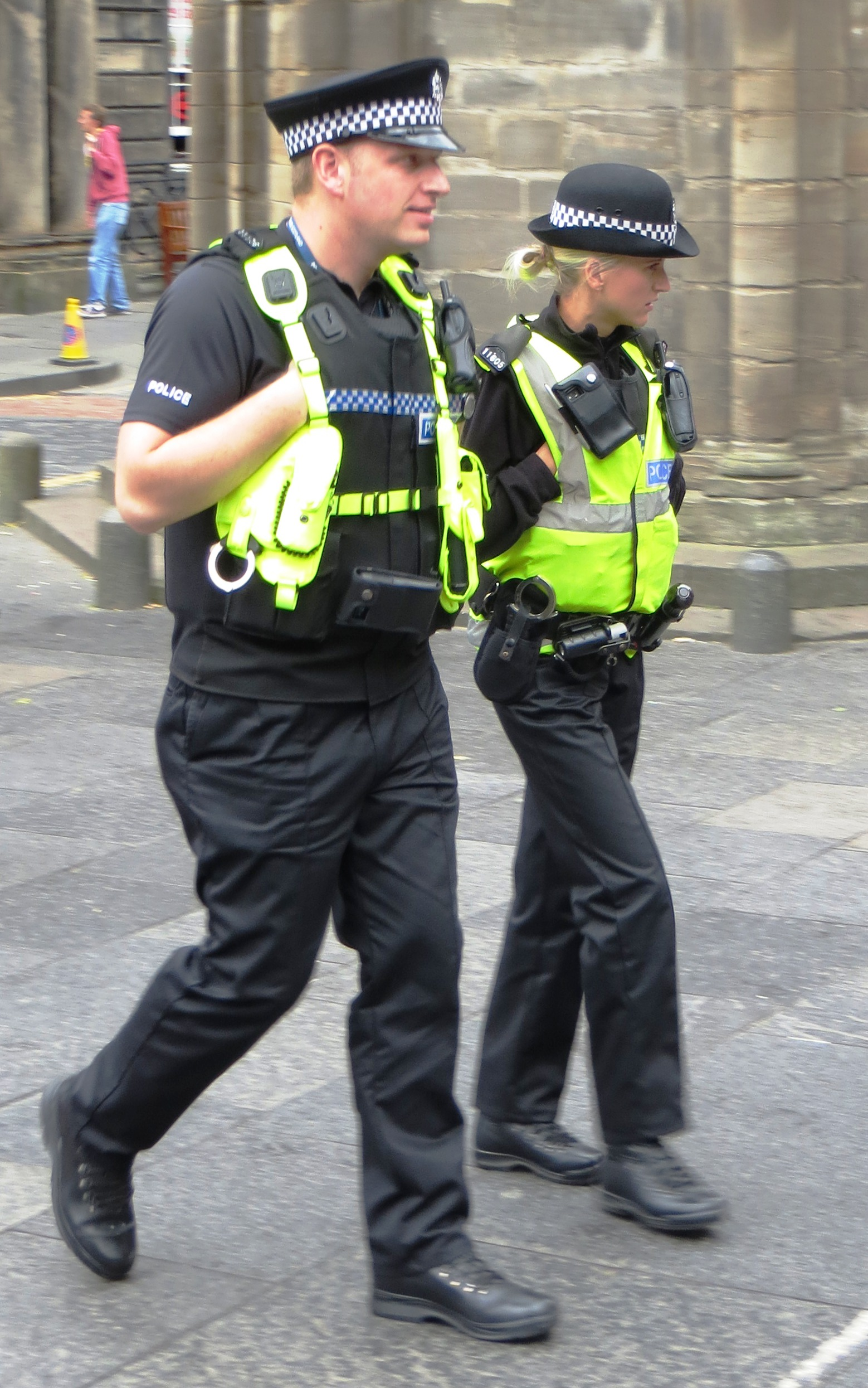
Police d'Édimbourg (Ècosse)
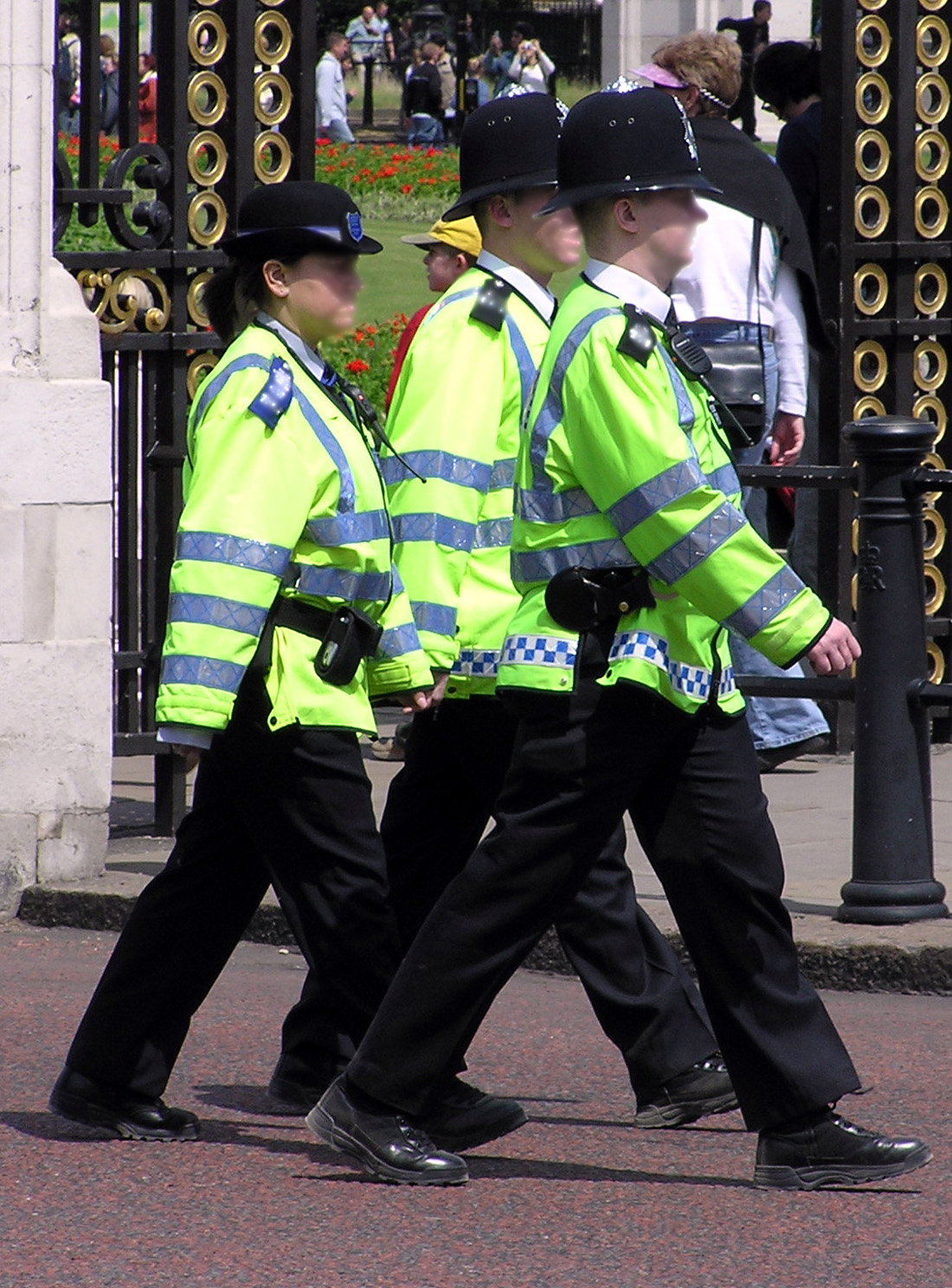
Deux agents de la Police Métropolitaine (homme) et une PCSO (en) (femme) portant des chasubles de sécurité
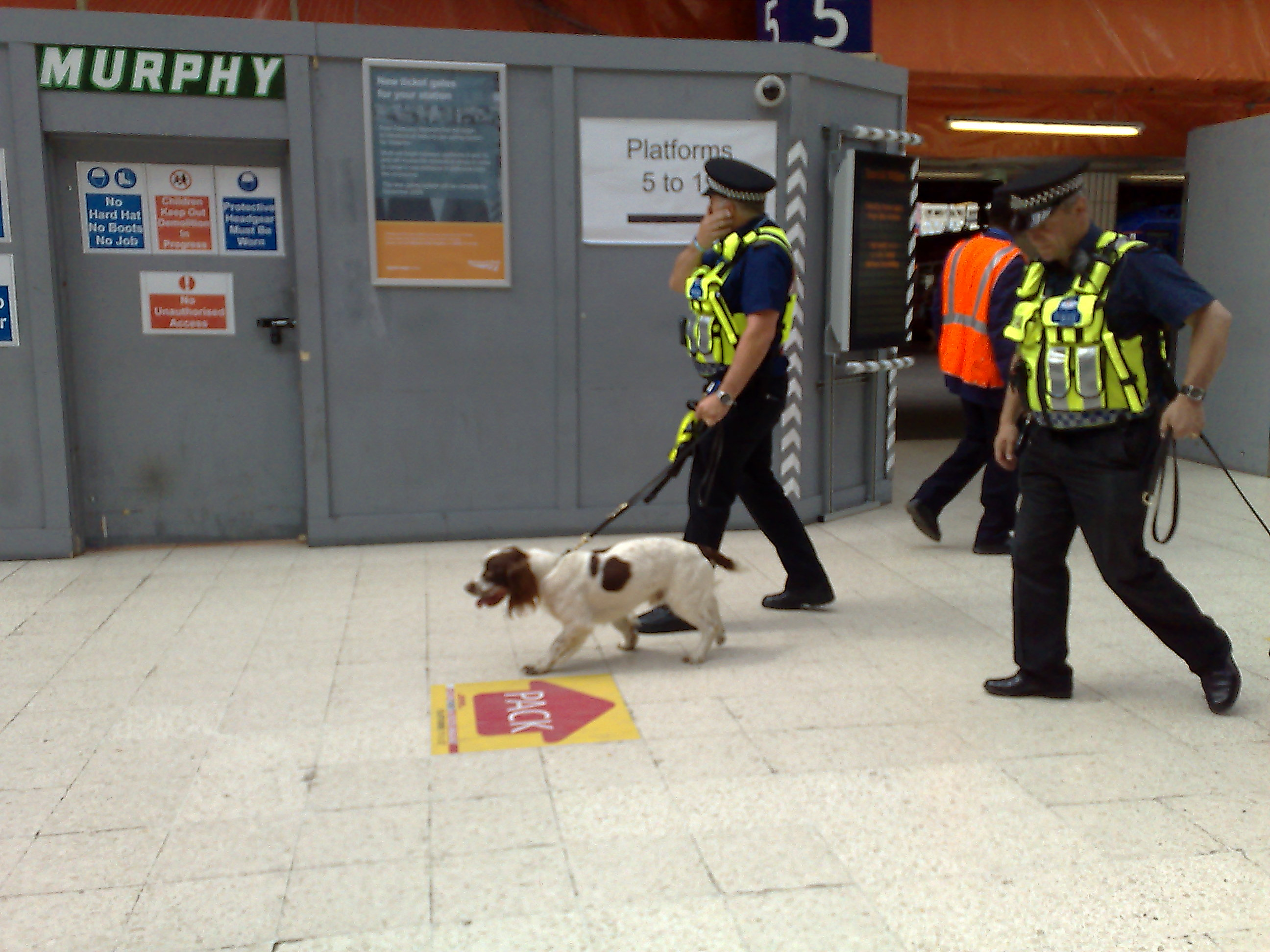
La Police avec des chiens, à la gare de Waterloo (Police de Londres)